# Andrea Bobola
Andrea Bobola (in polacco Andrzej Bobola; Strachocina, 30 novembre 1591 – Janów Poleski, 16 maggio 1657) è stato un gesuita e missionario polacco, proclamato santo da papa Pio XI nel 1938.

## Biografia
Di probabili origini ceche, si fece gesuita nel 1611 e nel 1622 venne ordinato sacerdote: abile predicatore, fu missionario a Vienna e Lituania, dove cercò di far tornare gli ortodossi in seno alla Chiesa cattolica.
Venne ucciso dai cosacchi nel 1657.

## Il culto
Venne proclamato beato da papa Pio IX il 30 ottobre del 1853: il 17 aprile 1938 è stato canonizzato da Pio XI. Pio XII gli dedicò l'enciclica Invicti Athletae Christi, promulgata il 16 maggio 1957.
Memoria liturgica il 16 maggio.